# Lubomir Szopiński
Lubomir Szopiński (geboren  13. Mai 1913 in Kościerzyna, Westpreußen, Deutsches Kaiserreich; gestorben  5. November 1961 in Krakau) war ein polnisch-kaschubischer Chorleiter. 

## Leben
Lubomir Szopiński wuchs in der Kaschubei in Polen auf. Er besuchte das  Konservatorium in der Freien Stadt Danzig, wo er Violoncello, Komposition und Dirigieren bei Kazimierz Wiłkomirski studierte. 1937 übernahm er in Sopot die Leitung des Chors  „Lutnia“.  
Nach dem deutschen Überfall auf Polen wurde er am 8. September 1939 festgenommen und in das KZ Stutthof deportiert, von dort in das KZ Sachsenhausen und dann weiter nach Gusen. In Stutthof erhielt er von Zdzisław Karr-Jaworski den Text Sen więźnia und komponierte darauf ein Lagerlied. In Gusen leitete er zeitweise einen Häftlingschor.
Nach der Befreiung kehrte er nach Kościerzyna zurück und arbeitete wieder als Chorleiter. Ab 1948 leitete er einen Betriebschor in Breslau und wurde 1958 Leiter des Rundfunkchors von Radio Wrocław. 
Gesundheitliche Probleme zwangen ihn 1960 dazu, die Ämter abzugeben. 
Geschwächt durch die mehr als fünf Jahre Haft starb Szopiński mit 48 Jahren in einer Klinik in Krakau.

## Kompositionen
- Pieśni o szczęściu.